# Arie Vardi

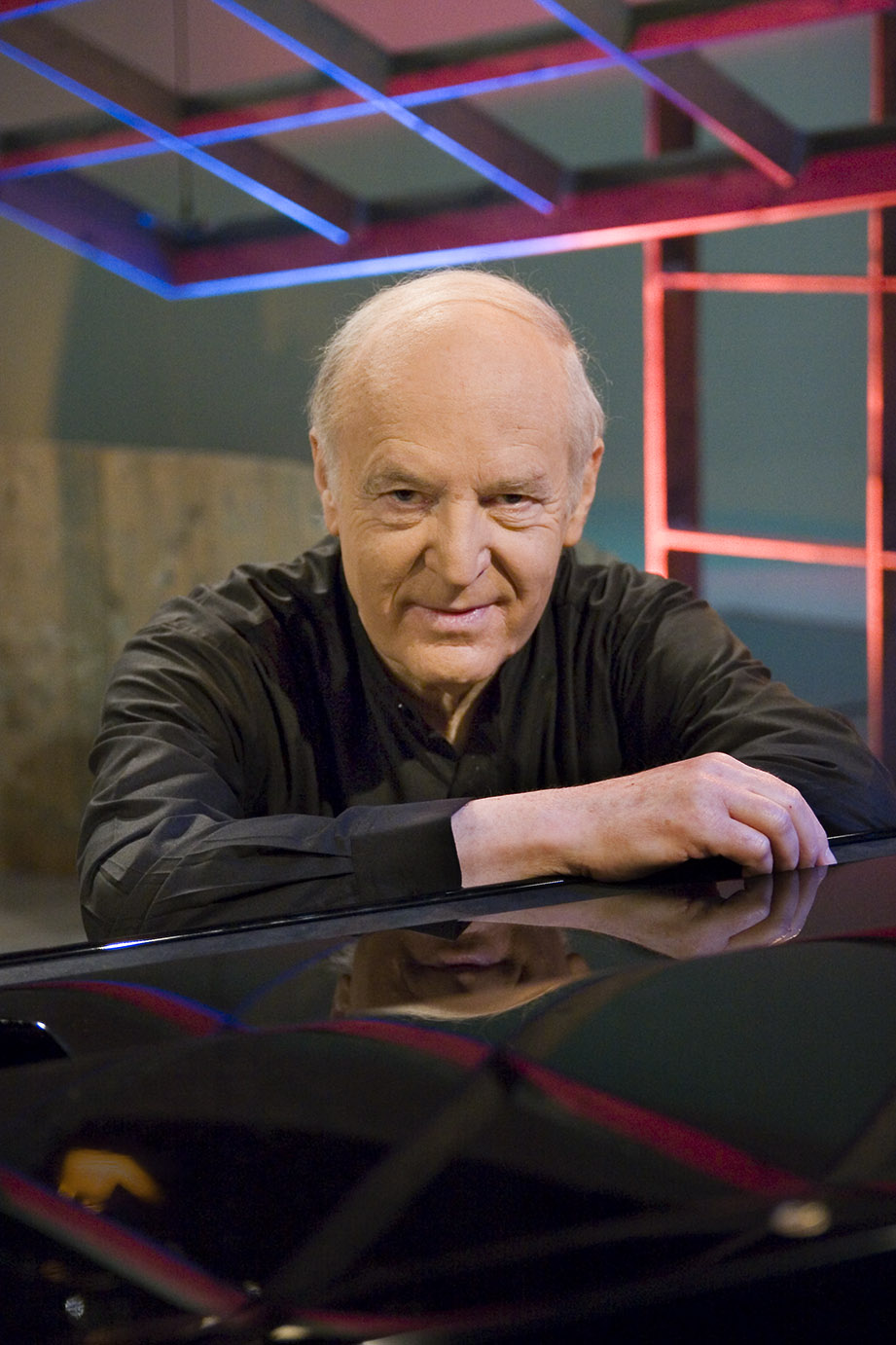
Arie Vardi, 1996

Arie Vardi (* 1937 in Tel Aviv) ist ein israelischer klassischer Pianist, Dirigent und Musikpädagoge.

## Leben und Wirken
Arie Vardi absolvierte die Rubin-Akademie in Tel Aviv (2005 umbenannt in Buchmann-Mehta School of Music). Parallel dazu erwarb er einen Abschluss in Rechtswissenschaften an der Universität Tel Aviv. Er absolvierte Aufbaustudien im Fach Klavier in Basel bei Paul Baumgartner. Komposition studierte er bei Pierre Boulez und Karlheinz Stockhausen.
Vardi gewann 1960 den Chopin-Wettbewerb in Israel und 1961 den Enescu-Wettbewerb in Bukarest und entfaltete daraufhin eine internationale Karriere. Konzerttourneen führten ihn ihn durch Europa, Nord- und Lateinamerika, den Nahen Osten, Australien und Japan, wobei er unter der Leitung von Dirigenten wie Paul Paray, Zubin Mehta, David Zinman und Kurt Masur auftrat.
Sein Repertoire beinhaltet die kompletten Klavierwerke von Bach, Mozart, Debussy und Ravel. Später spezialisierte er sich insbesondere auf Werke von Komponisten des Impressionismus.
Vardi lehrte als Professor an der Buchmann-Mehta School of Music in Tel-Aviv und ab 1987 an der Hochschule für Musik und Theater Hannover. Zudem unterrichtete er Meisterklassen und hielt Vorträge, unter anderem am Pariser Konservatorium, am Moskauer Konservatorium, an der New Yorker Juilliard School und an der Londoner Royal Academy of Music.
Er wirkte als Juror in zahlreichen bedeutenden Klavierwettbewerben, darunter zum Beispiel der Tschaikowski-Wettbewerb in Moskau, der Chopin-Wettbewerb in Warschau, der Van-Cliburn-Wettbewerb, der ARD-Musikwettbewerb, bei den internationalen Klavierwettbewerben in Leeds und Santander oder bei den Beethoven-Wettbewerben in Wien und Bonn. Er ist künstlerischer Leiter und Jury-Vorsitzender des Arthur Rubinstein International Master Competition in Tel Aviv.

## Auszeichnungen
Im Jahr 2017 wurde ihm der Israel-Preis für Musik verliehen. Seine Tonträgereinspielungen beim Label RCA Records erhielten zahlreiche internationale Auszeichnungen.

## Diskografie (Auswahl)
- Children's Corner. Werke von Beethoven, Bach, Mozart, Schumann, Grieg, Bartók, Hajdu, Debussy. Soloalbum (CDI; 1988/CD C)
- Mozart: Concerto in C Major K 467, Concerto in B flat Major K 238. Mit dem Israel Chamber Orchestra. Klavier und Leitung: Arie Vardi (LP: CDI; 1989/CD:   Carrière Classics; 1995)
- Chopin: Mazurkas. Soloalbum (Carrière Classics; 1994)
- Con Amore. Werke von Haydn, Beethoven, Schubert. Soloalbum (Carrière Classics; 1994)